# Zainadine Júnior
Zainadine Júnior de nome completo Zainadine Abdulah Mulungo Chavango Júnior (Maputo, 24 de junho de 1988) é um futebolista profissional moçambicano que atua como defesa, especialmente como defesa central.

## Carreira

### Clubes
Zainadine iniciou a sua carreira no Grupo Desportivo de Maputo em 2000 no escalão de iniciados, tendo progredido até se estrear na equipa sénior em 2007. Em Novembro de 2009 viajou para Lisboa, Portugal para realizar testes com o Sporting Clube de Portugal, que acabou por não o contratar. No início da época de 2013 transferiu-se para a Liga Muçulmana de Maputo, de onde seguiu para jogar em Portugal, no Nacional da Madeira nesse mesmo ano.
Em 2016 Zainadine rumou à China, jogando a época de 2016/17 no Tianjin Teda, regressando a Portugal na época seguinte, por empréstimo do clube chinês para jogar no Marítimo da Madeira. Para a época de 2017/18 Zainadine terminou o empréstimo e vinculou-se permanentemente ao Marítimo, com o qual renovaria o contrato até Junho de 2024, quando terminou a sua ligação ao clube madeirense. Desde essa data que o jogador está inactivo, sem clube.

### Seleção
Zainadine jogou um total de 64 partidas pelos Mambas, a seleção nacional moçambicana, dos quais 60 foram jogos sancionados pela FIFA, tendo marcado um golo num jogo de qualificação para o CAN-2019 contra a Guiné-Bissau. A sua carreira internacional parece ter terminado devido a conflitos com o selecionador nacional Chiquinho Conde.